# Conclave de 1534

Brasão papal de Sua Santidade o papa Paulo III

O Conclave de 1534 foi a reunião de eleição papal realizada após a morte do Papa Clemente VII. Durou de 11 a 13 de outubro de 1534. Na morte de Clemente VII, eram 45 os cardeais eleitores. Participaram no início do conclave 33, e 25 destes eram italianos. Por sua vez, 13 cardeais que não participaram do conclave, todos estrangeiros.

## Candidatos ao papado
Embora vários cardeais tenham sido considerados papabili, acreditava -se geralmente que o cardeal Alessandro Farnese, reitor do Colégio Sagrado, tivesse as melhores perspectivas para a eleição. Ele já tinha o apoio oficial do rei Francisco I de França e do cardeal Médici, líder do partido italiano, que percebeu dessa maneira a vontade de seu tio Clemente VII, mas, como neutro, também era aceitável por a facção imperial. O imperador Carlos V declarou desta vez um total desinteresse no resultado da eleição papal, porque os dois últimos papas, Clemente VII e Adriano VI, a quem ele ajudou a obter a tiara, falhou suas esperanças. A grande vantagem do cardeal Dean foi sua idade relativamente avançada (66) e problemas de saúde. Indicou que seu pontificado seria muito curto, de modo que mesmo os cardeais, que tinham ambições papais (fe Trivulzio), inclinavam-se a votar nele, esperando o próximo conclave no futuro próximo.

## A eleição do Papa Paulo III
O Conclave começou em 11 de outubro, mas a primeira assembléia eleitoral ocorreu no dia seguinte. O cardeal de Lorraine, em nome do rei da França, propôs oficialmente a candidatura de Farnese, e essa iniciativa obteve imediatamente o apoio de Trivulzio, líder de italianos pró-franceses, e de Médici, líder do partido italiano. O consentimento dos imperialistas também foi rapidamente alcançado, e à noite ficou claro que Alessandro Farnese seria eleito por unanimidade. Em 13 de outubro da manhã, ocorreu um escrutínio formal, mas era uma mera formalidade: Farnese recebeu todos os votos, exceto os seus. Ele aceitou sua eleição e tomou o nome de Paulo III. Em 3 de novembro, ele foi solenemente coroado por Protodeacon Inocêncio Cybo.

## Conclave
O Conclave durou apenas dois dias, um caso excepcional na época. De acordo com o historiador alemão Ludwig von Pastor, três partidos disputavam o trono papal:
- Partido italiano, composto por 10 cardeais (Pucci, Salviati, Ridolfi, Medici, Cibo, Spinola, Grimaldi, Cupis, Cesi e Doria), que apoiou o vice-chanceler Hipólito de Médici;

- Partido a favor da coroa francesa, composto por seis cardeais franceses e cinco italianos (Trivulzio, Sanseverino, Pisani, Gaddi e Palmieri), que apoiou o Cardeal François de Tournon;

- Partido em favor da causa imperial, composto pelos cardeais espanhóis, alemães e sete italianos  (Piccolomini, Cesarini, Vincenzo Carafa, Ercole Gonzaga, Campeggio, Grimani e Accolti).

São considerados independentes e neutros os cardeais Farnese, Ferreri e Cornaro.

## Cardeais votantes
| Consistóro                   | 1534 |
| ---------------------------- | ---- |
| Setembro 1493                | 1    |
| Consistórios de Alexandre VI | 1    |
| Novembro 1503                | 1    |
| Março 1511                   | 1    |
| Consistórios de Júlio II     | 2    |
| Setembro 1513                | 1    |
| Julho 1517                   | 12   |
| Março 1518                   | 1    |
| Maio 1518                    | 1    |
| Agosto 1520                  | 1    |
| Consistórios de Leão X       | 16   |
| Maio 1527                    | 5    |
| Novembro 1527                | 5    |
| 7 Dezembro 1527              | 1    |
| 20 Dezembro 1527             | 1    |
| Janeiro 1529                 | 2    |
| Março 1530                   | 5    |
| Fevereiro 1531               | 2    |
| Setembro 1531                | 1    |
| Fevereiro 1533               | 1    |
| Novembro 1533                | 4    |
| Consistórios de Clemente VII | 27   |
| Total                        | 46   |

| Criado por               | Cardeais | Por Cento |
| ------------------------ | -------- | --------- |
| Papa Alexandre VI (AVI)  | 01       | 2,17 %    |
| Papa Júlio II (JII)      | 02       | 4,35 %    |
| Papa Leão X (LX)         | 016      | 34,78 %   |
| Papa Clemente VII (CVII) | 027      | 15,22 %   |
| Total                    | 46       | 100 %     |

### Cardeais Bispos
| Nº | Nome                       | Consistório   | Papa |
| -- | -------------------------- | ------------- | ---- |
| 1  | Alessandro Farnese         | Setembro 1493 | AVI  |
| 2  | Giovanni Piccolomini       | Julho 1517    | LX   |
| 3  | Bonifacio Ferrero          | Julho 1517    | LX   |
| 4  | Giovanni Domenico de Cupis | Julho 1517    | LX   |
| 5  | Lorenzo Campeggio          | Julho 1517    | LX   |

### Cardeais Presbíteros
| Nº | Nome                                      | Consistório      | Papa |
| -- | ----------------------------------------- | ---------------- | ---- |
| 6  | Matthäus Lang von Wellenburg              | Março 1511       | JII  |
| 7  | Louis de Bourbon de Vendôme               | Julho 1517       | LX   |
| 8  | Francesco Pisani                          | Julho 1517       | LX   |
| 9  | Benedetto Accolti                         | Maio 1527        | CVII |
| 10 | Agostino Spinola                          | Maio 1527        | CVII |
| 11 | Marino Grimani                            | Maio 1527        | CVII |
| 12 | Antonio Sanseverino, O.S.Io.Hieros.       | Novembro 1527    | CVII |
| 13 | Gianvincenzo Carafa                       | Novembro 1527    | CVII |
| 14 | Andrea Matteo Palmieri                    | Novembro 1527    | CVII |
| 15 | Francisco de los Angeles Quiñones, O.F.M. | 7 Dezembro 1527  | CVII |
| 16 | Francesco Cornaro                         | 20 Dezembro 1527 | CVII |
| 17 | Hipólito de Médici                        | Janeiro 1529     | CVII |
| 18 | François de Tournon, C.R.S.A.             | Março 1530       | CVII |
| 19 | Antonio Pucci                             | Setembro 1531    | CVII |
| 20 | Esteban Gabriel Merino                    | Fevereiro 1533   | CVII |
| 21 | Jean Le Veneur                            | Novembro 1533    | CVII |
| 22 | Philippe de la Chambre, O.S.B.            | Novembro 1533    | CVII |

### Cardeais Diáconos
| Nº | Nome                         | Consistório   | Papa |
| -- | ---------------------------- | ------------- | ---- |
| 23 | Inocêncio Cybo               | Setembro 1513 | LX   |
| 24 | Paolo Emilio Cesi            | Julho 1517    | LX   |
| 25 | Alessandro Cesarini          | Julho 1517    | LX   |
| 26 | Giovanni Salviati            | Julho 1517    | LX   |
| 27 | Niccolò Ridolfi              | Julho 1517    | LX   |
| 28 | Agostino Trivulzio           | Julho 1517    | LX   |
| 29 | Jean de Lorraine             | Maio 1518     | LX   |
| 30 | Ercole Gonzaga               | Maio 1527     | CVII |
| 31 | Girolamo Grimaldi            | Novembro 1527 | CVII |
| 32 | Girolamo Doria               | Janeiro 1529  | CVII |
| 33 | Odet de Coligny de Châtillon | Novembro 1533 | CVII |

### Cardeais ausentes

#### Cardeal Bispo
| Nº | Nome                                            | Consistório   | Papa |
| -- | ----------------------------------------------- | ------------- | ---- |
| 34 | François Guillaume de Castelnau-Clermont-Lodève | Novembro 1503 | JII  |

#### Cardeais Presbíteros
| Nº | Nome                             | Consistório    | Papa |
| -- | -------------------------------- | -------------- | ---- |
| 35 | Albrecht von Brandenburg         | Março 1518     | LX   |
| 36 | Eberhard von der Mark            | Agosto 1520    | LX   |
| 37 | Antoine Duprat                   | Novembro 1527  | CVII |
| 38 | Bernardo Clesio                  | Março 1530     | CVII |
| 39 | Louis de Gorrevod                | Março 1530     | CVII |
| 40 | Juan García de Loaysa, O.P.      | Março 1530     | CVII |
| 41 | Íñigo López de Mendoza y Zúñiga  | Março 1530     | CVII |
| 42 | Alfonso Manrique de Lara y Solís | Fevereiro 1531 | CVII |
| 43 | Juan Pardo de Tavera             | Fevereiro 1531 | CVII |
| 44 | Claude de Longwy de Givry        | Novembro 1533  | CVII |

#### Cardeais Diáconos
| Nº | Nome               | Consistório | Papa |
| -- | ------------------ | ----------- | ---- |
| 45 | Afonso de Portugal | Julho 1517  | LX   |
| 46 | Niccolò Gaddi      | Maio 1527   | CVII |